# 臺中市立龍津高級中等學校
臺中市立龍津高級中等學校（簡稱龍津高中）是位於臺灣臺中市龍井區的公立完全中學。

## 校史
- 2001年8月1日，臺中縣政府完成校地徵收達5.082公頃，成立「臺中縣立龍津國民中學」。
- 2010年12月25日因臺中縣市合併升格改制，更名為「臺中市立龍津國民中學」。
- 2017年7月27日，舉行揭牌儀式[1]。8月1日，正式改制為「臺中市立龍津高級中等學校」，高中部開始招生[2]。

## 歷任校長
1. 楊振標：2001年8月－2008年1月
2. 蔡仁政：2008年2月－2014年7月
3. 蘇惠美：2014年8月－2016年7月
4. 賴炘棠：2016年8月－2023年7月
5. 彭佳偉：2023年8月－現任

## 學區
國中部
主要招收龍津、龍海、龍港國小（大部分）與龍井國小（少部分）的畢業生，分屬龍津里、三德里、忠和里、麗水里與福田里（少部分）等行政區。
- 麗水
- 龍津里
- 三德里
- 忠和里
- 福田（自由學區）

## 週邊環境
- 臺中市龍井區龍海國民小學
- 臺中市龍井區龍津國民小學
- 台中發電廠
- 台中港關連工業區

## 校隊
男子排球
男排隊於高中部在2017年8月改制時應運而生，由前豐原高商總教練費嘉騏搭配子弟兵林則旻教練接掌兵符，球隊成立原因為台中市有后里、潭秀、豐南和大雅四所國中有排球隊，高中只有豐原高商有排球隊，那為了讓在地球員能延續夢想，在台中市政府的催生下在海線成立了本球隊。107學年度首度參加乙級聯賽就奪冠，108學年度首度挑戰甲級聯賽，預賽最終戰3:2氣走福誠高中，取得最後一張12強複賽門票，複賽以1勝4敗的成績無緣決賽。

## 外部連結
- 官方网站